# Appleby Parva
Appleby Parva, oder Little Appleby (lokal bekannt als Over-Town) ist Teil der Gemeinde Appleby Magna in Leicestershire und ein Weiler etwa 1 mi (1,6 km) südwestlich der Kirche von Appleby. Der Ort liegt an der A444, südlich der Kreuzung der Autobahnen von Ashby-de-la-Zouch nach Tamworth und von Atherstone nach Burton upon Trent und der Ausfahrt 11 der M42/A42.
Appleby Magna und Appleby Parva werden normalerweise zusammen als Appleby bezeichnet.
Nach Berechnungen des Sozialgeografen Danny Dorling im Jahr 2000 ist dort der Bevölkerungsmittelpunkt Großbritanniens.